# Frontera entre Espanya i Itàlia
La frontera entre Espanya i Itàlia és totalment marítima i està situada al mar Mediterrani.
La frontera està situada a equidistància entre les illes Balears i la Sardenya. És definida per 10 punts
- Punt A 41° 09.3' N., 5° 56.6 E. (trifini amb França)
- Punt B 41° 06.5' N., 5° 57.6' E.
- Punt C 40° 35.7' N., 6° 07.8' E.
- Punt D 40° 31.7' N., 6° 08.9' E.
- Punt E 40° 27.3' N., 6° 10.1' E.
- Punt F 40° 21.5' N., 6° 11.9' E.
- Punt G 40° 01.7' N., 6° 18.0' E.
- Punt H 39° 37.5' N., 6° 18.0' E.
- Punt I 39° 20.8' N., 6° 13.0' E.
- Punt L 38° 55.0' N., 6° 05.8’ E. (trifini amb Algèria)